# Benedykt II Zaccaria

Herb rodziny Zaccaria

Benedykt II Zaccaria (zm. 1330) – genueński władca Chios w latach 1314-1325. 

## Życiorys
Był kuzynem Paleologa Zaccarii. W 1325 został zmuszony przez Martino Zaccarię do przejścia na emeryturę, w zamian za rentę. Benedykt poprosił o pomoc do cesarza bizantyńskiego Andronika III Paleologa. W 1329 Martino Zaccaria został obalony. Benedykt został mianowany cesarskim prefektem wyspie. 